# Decastylocarpus perrieri
Decastylocarpus es un género monotípico de plantas fanerógamas perteneciente a la familia de las asteráceas. Su única especie, Decastylocarpus perrieri, es originaria de Madagascar.

## Taxonomía
Decastylocarpus perrieri fue descrita por Jean-Henri Humbert y publicado en Mémoires de la Société Linnéenne de Normandie 25: 30, 280. 1923.